# Diapoma terofali
Diapoma terofali är en fiskart som först beskrevs av Géry, 1964.  Diapoma terofali ingår i släktet Diapoma och familjen Characidae. IUCN kategoriserar arten globalt som livskraftig. Inga underarter finns listade i Catalogue of Life.